# جان ویلیام استرلینگ
جان ویلیام استرلینگ (انگلیسی: John William Sterling؛ ۱۲ مهٔ ۱۸۴۴ – ۵ ژوئیهٔ ۱۹۱۸) یک وکیل اهل ایالات متحده آمریکا بود، که شرکت شرمن و استرلینگ را بنیان نهاد و یکی از بانیان کمک‌های مالی به دانشگاه ییل بود.